# Hydrogenosom
Hydrogenosomen (v. englisch hydrogen, „Wasserstoff“) sind Organellen, die in manchen Trichomonaden, Wimpertierchen (Ciliophora), Neocallimastigomycota (ehemals als Töpfchenpilzen – Chytridiomycota angesehen) und einigen Korsetttierchen (Loricifera, u. a. Spinoloricus)
anstelle von Mitochondrien vorkommen und ein Überleben unter anaeroben Bedingungen ermöglichen. Die etwa 1 µm großen Organellen wurden 1973 zum ersten Mal beschrieben. In elektronenmikroskopischen Präparaten erscheinen Hydrogenosomen als sphärische, membrangebundene, elektronendichte Organellen.

## Abstammung und Systematik
Alle Hydrogenosomen stammen wahrscheinlich von einem Mitochondrium ab. Dabei ging in fast allen Fällen das Genom inklusive der Ribosomen verloren.
Nur in den Hydrogenosomen des Wimpertierchens Nyctotherus ovalis ist noch ein kleines Genom mit Ribosomen vorhanden. Es stellt demnach eine Zwischenform (Missing Link) in der Evolution von Mitochondrium zu Hydrogenosom dar.
Die beiden Organellen zeigen verschiedene Übereinstimmungen: Sie sind von zwei Membranen umgeben, produzieren Adenosintriphosphat (ATP), treten  in vielen Kopien auf und  teilen sich ohne Synchronisation während des gesamten Zellzyklus.
Zusammen mit den Mitosomen werden Mitochondrien und Hydrogenosomen als „mitochondrienverwandte Organellen“ (englisch mitochondrion-related organelles, MROs) klassifiziert. Zu diesen gehören auch die anaeroben und DNA-freien Organellen von Henneguya salminicola (alias H. zschokkei, Myxozoa)

## Physiologie

Modell zur ATP-Synthese in Hydrogenosomen.
Abkürzung: CoA = Coenzym A

Im Gegensatz zu den Mitochondrien fehlt den Hydrogenosomen ein eigenes Genom, Ribosomen (Ausnahme: N. ovalis), Atmungskette, Cytochrome, FoF1-ATPase, Citratzyklus, oxidative Phosphorylierung und Cardiolipin. Während Mitochondrien ausschließlich eine aerobe Respiration betreiben, ermöglichen Hydrogenosomen Gärung unter anaeroben und aeroben Bedingungen (Abb. 1). Erstes Substrat für die Substratkettenphosphorylierung, aus der ATP hervorgeht, ist Pyruvat, das Endprodukt der im Cytosol stattfindenden Glycolyse. Die Phosphorylierung von Adenosindiphosphat (ADP) zu ATP wird durch die Succinyl-CoA-Synthetase katalysiert. Zu den Nebenprodukten der ATP-Synthese gehören unter anaeroben Bedingungen Acetat und Wasserstoff, der für die Hydrogenosomen namensgebend ist. Unter aeroben Bedingungen entsteht statt Wasserstoff wahrscheinlich Wasserstoffperoxid.